# Gugnécourt
Gugnécourt település Franciaországban, Vosges megyében. Lakosainak száma 228 fő (2022. január 1.). Gugnécourt Nonzeville, Pierrepont-sur-l’Arentèle, Viménil, Destord, Girecourt-sur-Durbion és Grandvillers községekkel határos.

## Népesség
A település népességének változása:
| Lakosok száma | 223  | 226  | 250  | 238  | 245  | 253  | 258  | 234  | 228  |
|               | 2013 | 2015 | 2016 | 2017 | 2018 | 2019 | 2020 | 2021 | 2022 |